# شرمان هاوارد
شرمان هاوارد (انگلیسی: Sherman Howard؛ زادهٔ ۱۱ ژوئن ۱۹۴۹) یک بازیگر سینما، هنرپیشه، و صدا پیشه اهل ایالات متحده آمریکا است.